# Dan Crane

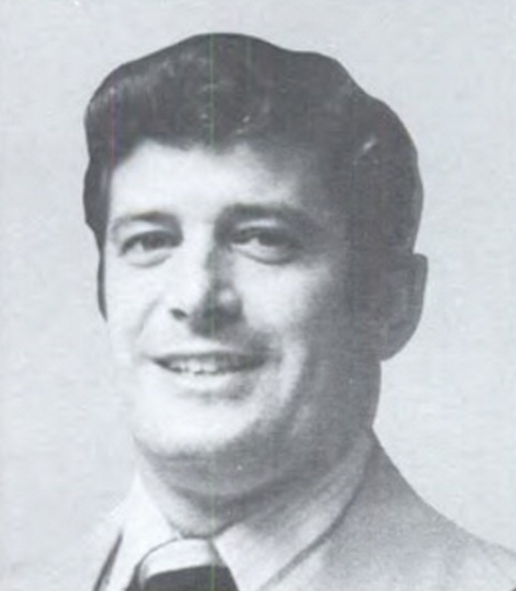
Dan Crane

Daniel Bever „Dan“ Crane (* 10. Januar 1936 in Chicago, Illinois; † 28. Mai 2019 in Danville, Illinois) war ein US-amerikanischer Politiker. Zwischen 1979 und 1985 vertrat er den Bundesstaat Illinois im US-Repräsentantenhaus.

## Werdegang
Dan Crane war der jüngere Bruder des 1930 geborenen Kongressabgeordneten Phil Crane. Er besuchte die öffentlichen Schulen seiner Heimat und danach bis 1958 das Hillsdale College. Daran schloss sich bis 1963 ein Studium an der Indiana University an. Er beendete seine Ausbildung im Jahr 1965 an der University of Michigan. Eines seiner Studienfächer war Zahnmedizin. Zwischen 1967 und 1970 war Crane Hauptmann in der US Army. Danach praktizierte er als Zahnarzt. Gleichzeitig schlug er als Mitglied der Republikanischen Partei eine politische Laufbahn ein.
Bei den Kongresswahlen des Jahres 1978 wurde Crane im 22. Wahlbezirk von Illinois in das US-Repräsentantenhaus in Washington, D.C. gewählt, wo er am 3. Januar 1979 die Nachfolge von George E. Shipley antrat. Nach zwei Wiederwahlen konnte er bis zum 3. Januar 1985 drei Legislaturperioden im Kongress absolvieren. Seit 1983 vertrat er dort als Nachfolger von Tom Railsback den 19. Distrikt seines Staates. Wie sein Bruder galt auch Dan Crane als konservativer Abgeordneter. 1983 wurde er im Kongress wegen sexuellen Fehlverhaltens gerügt.
Im Jahr 1984 wurde er nicht wiedergewählt. Nach dem Ende seiner Zeit im US-Repräsentantenhaus arbeitete Dan Crane wieder als Zahnarzt. Er lebte in Danville.